# 古寺雅男
古寺 雅男（こでら まさお、1931年 - 2014年1月26日）は、日本の教育哲学者、立命館大学名誉教授。

## 人物
東京都出身。1954年、京都大学教育学部卒業。60年同大学院教育学研究科博士課程単位取得退学、大谷中学校教諭、成安女子短期大学講師。ボン大学を経て、1970年、立命館大学文学部に着任。同大学助教授、教授。1997年、定年退職。1980年度に京都大学教養学部において「教育学」の授業の中で天才論を講じたが、その授業を受けた後の映画監督さかはらあつしに大きな影響を与えた。
天才を「すべての仕事で創造的で、品質が安定して高く、量がある」と定義した。

## 著書
- 『日本人の生活意識と道徳 70年代の方向へむけて』法律文化社 1973
- 『自我の教育学』法律文化社 1976
- 『日記 自己形成の試み』法律文化社 1978
- 『教育実習 実習が教師をつくる』協同出版 教職課程新書 1981
- 『日本国民教育序説』法律文化社 1982
- 『生活指導の基本原理 自己形成の哲学』法律文化社 1987
- 『新・天才論 教育学からのアプローチ』ミネルヴァ書房 Minerva21世紀ライブラリー 1996

### 共編
- 『あの頃の大学生たち 戦後激動の「改革期」を生きる』『あの頃の若き旅立ち 教育・研究・生活』京都大学教育学部第二期生有志著 稲葉宏雄,大西匡哉,鴨井慶雄,西頭三雄児,田中昌人,中内敏夫共編 クリエイツかもがわ 2005

## 論文
- Cinii